# Borderline (filme de 2002)
Borderline (bra: Distúrbio Mortal; prt: Fronteira da Loucura) é um filme norte-americano de 2002 dirigido por Evelyn Purcell.

## Elenco
- Gina Gershon
- Michael Biehn
- Sean Patrick Flanery